# Мичиген
Мичиген (енгл. Michigan), држава је на средњем западу САД. Мичиген је држава региона Великих језера. Име потиче од назива Мичиген језера, чије име је француска адаптација чипева речи мишигама, што значи „велика вода“ или „велико језеро“.
Девета је најмногољуднија држава САД (9.883.360, попис из 2012) и једанаеста (250,493 km²) од педесет највећих. Главни град је Лансинг (114.297, попис из 2010), а највећи Детроит (713.777, по попису из 2010).
Састоји се од два полуострва (Горње и Доње), која раздваја канал Макинак, дугачак 8 км. Полуострва су повезана Макинак мостом. Четири од пет Великих језера налазе се у Мичигену. Такође има чак 64.980 језера и бара.
Мичиген има најдужу слатководну обалу од било које политичке јединице у свету, граничи се са четири од укупно пет Великих језера, плус са језером Сент Клер. 2005. године, Мичиген је био рангиран трећи по броју рекреативних чамаца, иза Калифорније и Флориде. Мичиген има укупно 64.980 унутрашњих језера.
Мичиген је једина држава која се у потпуности састоји од два полуострва, од доњег и горњег полуострва.

## Порекло имена
Име је добила по француској верзији чипевјанске речи mishigamaa, што значи „Велика вода“ или „Огромно језеро“.

## Географске одлике
Мичиген се састоји од два полуострва која леже између 82°30' и 90°30' западне географске дужине и одвојене су каналом Макинак. Са изузетком два мала дела који се празне реком Мисисипи путем до реке Висконсин на горњем полуострву и до Канаки-Илионис реке на доњем полуострву, Мичиген се празни вододелницом Великог језера Ст. Лоренс и једина је држава која се тако празни.
Горње полуострво је прекирвено шумама и и на западу се одликује планинским рељефом. Поркупинске планине су део једног од најстаријих планинских венаца на планети и високе 610 метара. Највећи врх државе налази се на Хјурону северозападно од Маркета и то је Маунт Арвон висок 603 м. Ово полуострво је велико као Конектикат, Делавер, Масачусетс и Роуд Ајланд заједно, али има мање од 330.000 становника.
Доње полуострво у облику је рукавца. Удаљено је 446 км од севера па до југа и 314 км од истока до запада. Највиша тачка је на Брајан Хилу и висока је 520 м, а најнижа је у низији језера Ири (174 m).

### Положај
Мичиген се састоји од два полуострва која се леже између 82°30' и 90°30' западне географске дужине и одвојене су каналом Макинак. Налази се у североисточном делу САД на граници са Канадом.

### Рељеф и клима
Мичиген има континенталну климу, иако постоје два различита региона. У јужним и централним деловима Доњег полуострва је топлија клима, са топлим летима и хладним зимама. Северни део Доњег полуострва и цело Горње полуострво има оштрију климу са топлим, али кратким летима и дугачким хладним до веома оштрим зимама. У неким деловима државе просечна температура од децембра до фебруара је испод нуле, а у севернијим деловима и до почетка марта. У Мисисипију у просеку пада 75 до 100 cm снега годишње, али у неким деловима падне и до 400 cm. Највећа температура била 44 °C у Мајоу 13. јула 1936. године, а најнижа је забележена 9. фебруара 1934. године када је у Вандербилту било -46 °C.
У целој држави годишње буде око тридесет снажних олуја. Могу бити оштре, поготово у јужним деловима државе. У просеку годишње буде око 17 торнада, до којих дође најчешће у јужним деловима државе, док су у на Горњем полуострву торнади реткост.

### Хидрографија
У држави имали велики број језера и острва уз њих. Чувена Велика језера су Ири, Хјурон, Мичиген и Горње језеро, а острва су Северни и Јужни Манитоу, Бивер и Фокс на језеру Мичиген; Ројал и Гранде на Супериору, затим Маркет, Бојс Бланк и Макинак на језеру Хурон.
Реке у држави су мале, кратке и плитке и ретко погодне за пловидбу. Најпознатије су Детроит, Сент Мери и Сент Клер које спајају групу великих острва и велики број река које утичу у сама Велика језера.
Мичиген има другу најдужу обалу у САД, укупно дужине 5.292 км.
У држави постоји 11.037 копнених вода и још Велика језера која заузимају укупно 99.910 km². У било ком делу Мичигена да се нерка особа налази, у најгорем случају удаљена је свега 10 км од извора воде или 137 км од неког од Великих језера.

## Историја
Када су први Европљани дошли, најмногобројнији народ били су Алгонквинци, међу које спада народ Оџибва (на француском Чипева), Отава и Потавотоми. Ова три народа живела су у миру у савезу, званом Савез три ватре. Најбројнији су били припадници Оџибва, којих је било између 25,000 и 35,000.
Народ Оџибва насељавао је горње полуострво, северни и централни Мичиген, Онтарио, северни Висконсин, јужну Манитобу и северне и централне делове Минесоте. Народ Отава живео је јужно од канала Макинак у северним, западним и јужним деловима Мичигена, такође и у јужном Онтарију, северном Охају и источном Висконсину. Потаватоми су живели у јужном и западном Мичигену, северној и централној Индијани, северном Илиноису, јужном Висконсину и јужном Онтарију.
Током Америчког револуционарног рата (1775–1783), Детроит је био центар за добављање намирница Британске војске. Већина становника били су Француски Канађани и Индијанци и били су у савезу са Француском. По договору из 1794. године, Британци су потпуно напустили Детроит и Мичиген 1796. године. Горње полуострво и Драмондска острва тек су 1818. и 1847. дошли под пуну контролу САД.

## Демографија
| 1900.     | 1910.     | 1920.     | 1930.     | 1940.     | 1950.     | 1960.     | 1970.     | 1980.     | 1990.     | 2000.     | 2010.     |
| --------- | --------- | --------- | --------- | --------- | --------- | --------- | --------- | --------- | --------- | --------- | --------- |
| 2.420.982 | 2.810.173 | 3.668.412 | 4.842.325 | 5.256.106 | 6.371.766 | 7.823.194 | 8.875.083 | 9.262.078 | 9.295.297 | 9.938.444 | 9.883.640 |

Према пописном заводу САД, Мичиген је имао 9.938.444 становника у априлу 2000. године, док је по попису из 2010, у држави живело 9.883.635 становника, што је значи да је Мичиген једина држава у којој се број становника смањио у поменутој деценији.
Године 2010. у Мичигену је живело 592,212 становника рођених у иностранству или 6% од укупног броја.
Према попису у Мичигену живи:
- Белих Американаца: 78,9% (2,3% Латиноси и 76,6% остали)
- Афроамериканаца: 14,2%
- Индијанаца: 0,6%
- Азијских Американаца: 2,4%
- Осталих раса: 1,5%
- Аустралијских Американаца: < 0,1%
- Мешовитих: 2,3%

Десет најмногољуднијих мањина у Мичигену су:
- Немци (22,3%)
- Ирци (11,9%)
- Енглези (10,1%)
- Пољаци (9,0%)
- Французи или Француски Канађани (6,7%)
- Холанђани (5,1%)
- Шкоти (2,4%)
- Швеђани (1,7%)

### Највећи градови
| Детроит Гранд Рапидс | 1.  | Детроит        | 713.777 | Ворен Стерлинг Хајтс |
| Детроит Гранд Рапидс | 2.  | Гранд Рапидс   | 188.040 | Ворен Стерлинг Хајтс |
| Детроит Гранд Рапидс | 3.  | Ворен          | 134.056 | Ворен Стерлинг Хајтс |
| Детроит Гранд Рапидс | 4.  | Стерлинг Хајтс | 129.699 | Ворен Стерлинг Хајтс |
| Детроит Гранд Рапидс | 5.  | Лансинг        | 114.297 | Ворен Стерлинг Хајтс |
| Детроит Гранд Рапидс | 6.  | Ен Арбор       | 113.934 | Ворен Стерлинг Хајтс |
| Детроит Гранд Рапидс | 7.  | Флинт          | 102.434 | Ворен Стерлинг Хајтс |
| Детроит Гранд Рапидс | 8.  | Дирборн        | 98.153  | Ворен Стерлинг Хајтс |
| Детроит Гранд Рапидс | 9.  | Ливонија       | 96.942  | Ворен Стерлинг Хајтс |
| Детроит Гранд Рапидс | 10. | Вестланд       | 84.094  | Ворен Стерлинг Хајтс |

## Привреда
Биро за економску анализу проценио је 2010. године бруто државни производ Мичигена на 384,1 Б. У априлу 2013. године, стопа незапослености била је 8,4%.
ГМ и Форд, две највеће компаније у Мичигену, у топ 10 су фирми по приходу у целом САД. ГМ и Форд су од 2009. године започели структурну реорганизацију након пада берзи почетком 2000-их година. Постигли су договор са унијом уједињених ауторадника и тим договором порасла је прерађивачка индустрија у држави на 6,6% од 2001. до 2006., али је проблем била висока цена нафте након економске кризе 2008. године.
Од 2002. године Мичиген је четврти у САД по броју радника у високој технологији. Укупно их је 568.000, од чега 70.000 ради у аутомобилској индустрији. Трећи су по укупној потрошњи на истраживању и развоју у САД, а тај развој и истраживања се углавном врше за аутомобиле, на којима су зарадили више од сваке државе у САД.
Мичиген је био трећи у држави по новим радним местима и повећавању броја истих, међутим криза крајем 2000.их година успорила је економију у држави. Аутомобилска индустрија у Детроиту, добила је 1.36 Б из америчког министарства за енергетику, за производњу електронских возила, од које се очекује да одмах отвори 6.800 нових радних места, а до 2020. године очекује се чак 40.000.
Аеродром Метрополит у Детроиту један је од најновијих проширених аеродрома у САД, а уз то један је од најмодернијих и највећих. Држава води у САД по креативности посла од 2010. године.

## Политика и администрација
Влада државе подељена је на три нивоа - савезну, окружну и општинску власт. Окрузи су административне јединице државе, а општине су административне јединице округа. Округ и општина врше јурисдикције, као што је предвиђено законом. У Мичигену постоји 83 округа.
Гласачи бирају између две главне странке, ко ће бити на власти. Републикански гувернер Џон Енглер три пута је био изабран у периоду од 1991. до 2003. године, а после њега 3 пута изабрана је Џенифер Гранхолм, гувернерка демократа од 2003. до 2011. године. Републиканска партија тренутно држи већину у дому и сенату 'Мичигена. Становништво је подржало избор републиканаца Роналда Регана и Џорџа Буша за председника. Тренутни гувернер је републиканац Рик Снајдер и на власти је од 2011.